# دابا (شهرستان هپینگ)
دابا (به لاتین: Daba) یک منطقهٔ مسکونی در چین است که در شهرستان هپینگ واقع شده است.